# Embasamento (geologia)

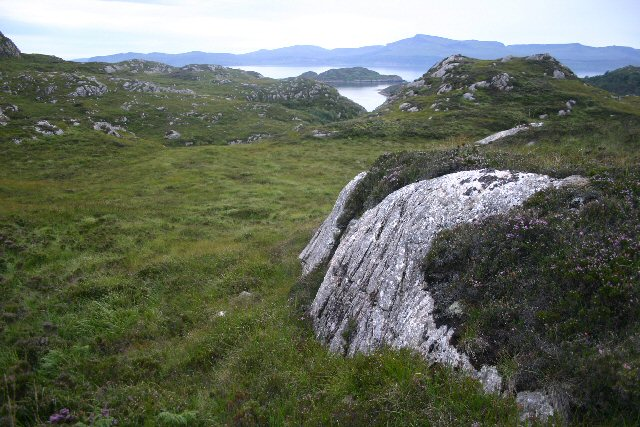
Afloramento de gnaisse, rocha pertencente ao embasamento cristalino, Escócia.

Em geologia, Embasamento cristalino é o conjunto de rochas ígneas ou metamórficas que compõe a porção externa da crosta continental. Estão abaixo da plataforma sedimentar ou cobertura. De maneira mais ampla o embasamento representa qualquer rocha abaixo de rochas sedimentares ou bacias sedimentares, que são ígneas ou metamórficas em origem.

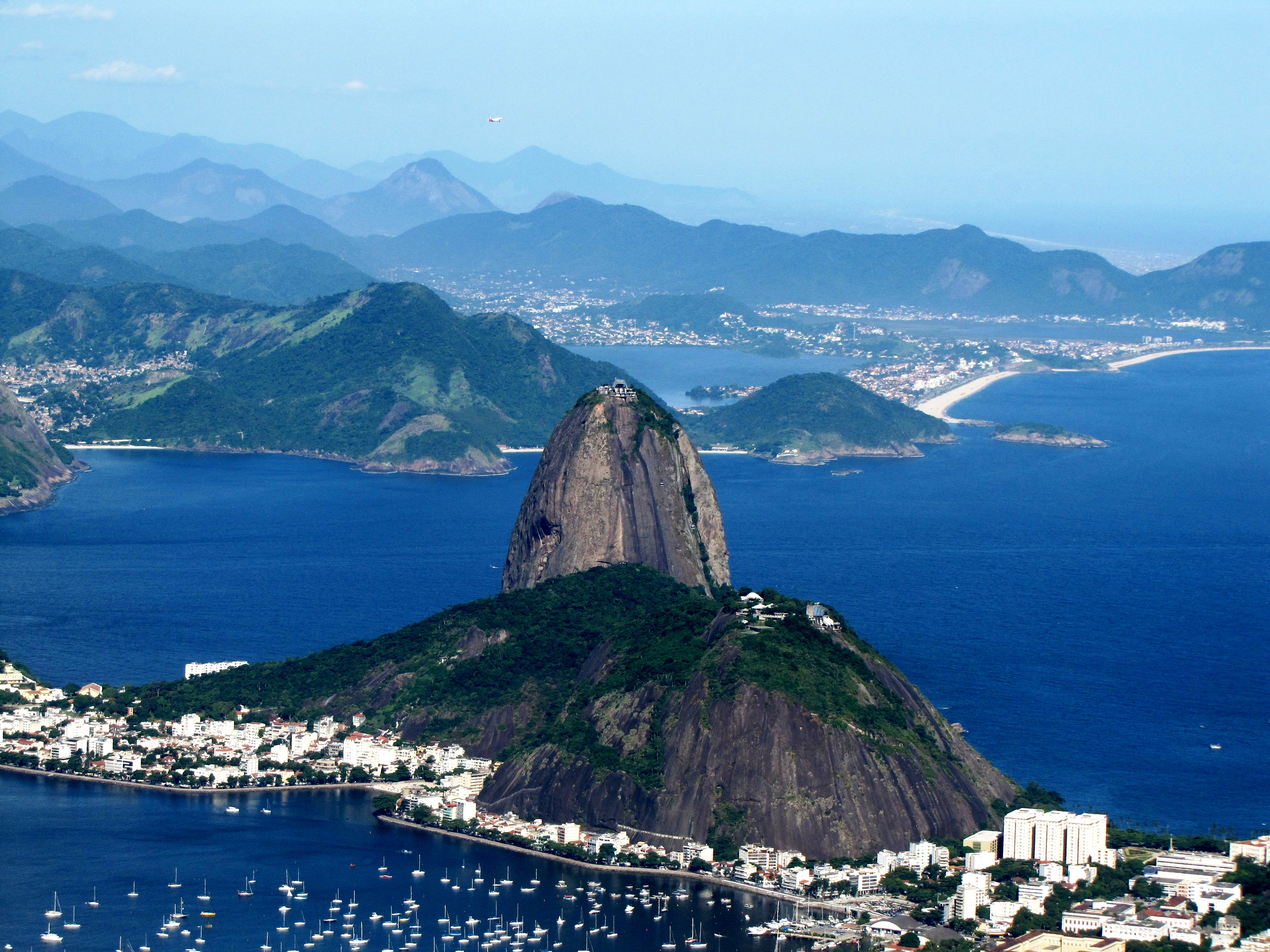
Pão de Açúcar, Rio de Janeiro. O Pão de Açúcar e os morros adjacentes são compostos por gneisses e granitos pertencentes ao embasamento cristalino.